# Монреальская конвенция (1999)
Монреальская конвенция (полное наименование — Конвенция для унификации некоторых правил международных воздушных перевозок) — это многосторонний договор, принятый дипломатическим совещанием государств-членов ИКАО в 1999 году. Он внес поправки в положения Варшавской конвенции, касающиеся компенсации жертвам воздушных катастроф. Конвенция также направлена на установление единообразия правил, касающихся международных авиаперевозок пассажиров, багажа и грузов. Сохраняя основные положения Варшавской конвенции, положения конвенции вносят изменения в ряде ключевых областей.

## Сфера применения
Конвенция применяется при всякой международной перевозке людей, багажа или груза, осуществляемой за вознаграждение посредством воздушного судна.
Международной перевозкой является всякая перевозка, при которой место отправления и место назначения (вне зависимости от того, имеются или нет перерыв в перевозке или перегрузка) расположены либо на территории двух государств-участников, либо на территории одного и того же государства-участника, если согласованная остановка предусмотрена на территории другого государства, даже если это государство не является государством-участником. Перевозка без подобной остановки между двумя пунктами, находящимися на территории одного и того же государства-участника, не является международной.

## Убытки
В соответствии с Монреальской конвенцией авиаперевозчики несут ответственность за доказанный ущерб в размере до 128 821,00 специальных прав заимствования (СДР), денежной сумме, примерно равной 175 000 долларам США.; если заявленный ущерб превышает 128 821,00 СДР авиакомпания может избежать ответственности, доказав, что несчастный случай, вызвавший травму или смерть, не был вызван ее небрежностью или является исключительно небрежностью третьей стороны. Конвенция также отличается от положений Варшавской конвенции тем, что позволяет жертвам или их семьям подавать в суд на иностранных перевозчиков в месте их постоянного проживания (статья 33), и обязывает всех авиаперевозчиков страховать свою ответственность (статья 50).

## Отсутствие компенсации морального вреда
Конвенция не устанавливает отдельную компенсацию морального вреда, если только она не связана с физической травмой. В статье 17 Конвенции говорится о «телесных повреждениях» при установлении ответственности перевозчика за несчастные случаи.

## Потеря багажа
Монреальская конвенция изменяет и в целом увеличивает максимальную ответственность авиакомпаний за потерянный багаж до фиксированной суммы в размере 1131 СДР (с учетом письма ИКАО об увеличении размера ответственности от 11.10.2019 в соответствии со ст. 24 Монреальской конвенции) на одного пассажира (сумма в Варшавской конвенции исчислялась в зависимости от веса багажа). При этом пассажир вправе получить полное возмещение ущерба, если до полета он сделает особое заявление о заинтересованности в доставке и уплатит дополнительный сбор.

## Срок предъявления претензии
Монреальская конвенция, в отличие от Воздушного кодекса Российской Федерации, устанавливает сокращенный срок обращения с претензией. Согласно п. 2-4 ст. 31 Конвенции, в случае причинения вреда лицо, имеющее право на получение багажа должно направить перевозчику возражение немедленно по обнаружении вреда и не позднее семи дней со дня получения зарегистрированного багажа. В случае задержки протест должен быть произведен не позднее двадцати одного дня, считая со дня, когда багаж или груз были переданы в его распоряжение. Всякое возражение должно быть совершено письменно и вручено или отправлено в вышеупомянутые сроки. При отсутствии возражения в вышеупомянутые сроки иски против перевозчика не принимаются.

## Ратификации
По состоянию на сентябрь 2018 года участниками конвенции являются 133 государства, из которых 132 из 191 государства-члена ИКАО, а также Европейский союз. Ратифицировавшие конвенцию государства представляют 131 государство-член ООН, а также Острова Кука. Согласно Федеральному закону от 03.04.2017 № 52-ФЗ «О присоединении Российской Федерации к Конвенции для унификации некоторых правил международных воздушных перевозок», 

Российская Федерация оставляет за собой право не применять положения Конвенции в отношении:
а) международных воздушных перевозок, выполняемых Российской Федерацией в некоммерческих целях в связи с осуществлением ее функций и обязанностей в качестве суверенного государства;

б) перевозки лиц, груза и багажа, осуществляемой для своих военных властей, на воздушных судах, зарегистрированных в Российской Федерации или арендованных ею, которые полностью зарезервированы этими властями или от их имени— ФЗ № 52 "О присоединении Российской Федерации к Конвенции для унификации некоторых правил международных воздушных перевозок"